# Chavarriella promontoria
Chavarriella promontoria är en fjärilsart som beskrevs av W. Warren 1904. Chavarriella promontoria ingår i släktet Chavarriella och familjen mätare. Inga underarter finns listade i Catalogue of Life.